# Keshena
Keshena är administrativ huvudort i Menominee County i Wisconsin i USA. Vid 2010 års folkräkning hade Keshena 1 262 invånare.